# Anne Louise Hassing
Anne Louise Hassing, née le 17 septembre 1967 à Horsens est une actrice danoise connue pour son rôle dans Les Idiots de Lars von Trier.

## Biographie

### Carrière
Anne Louise Hassing est née à Horsens, Danemark, le 17 septembre 1967. Sa carrière d'actrice débute avec son interprétation de dans Pain of Love, un film de Nils Malmros. Le réalisateur avait casté 362 actrices avant de choisir Hassing, pour son jeu transmettant la part d'émotion extrême de Kirsten, une étudiante maniaco-dépressive qui a une aventure avec son professeur. Avec ce rôle, elle remporte deux prix majeurs dans le cinéma danois : le Roberts et le Bodil du rôle principal féminin.
Après cela, elle travaille un court temps comme barmaid à Aarhus, puis est admise à l'école nationale danoise de théâtre de 1993 à 1997. Bien qu'elle souffre d'un extrême trac, elle poursuit dans cette carrière. Elle n'obtiendra son prochain rôle majeur que cinq ans plus tard, en jouant le rôle de Suzanne dans Les Idiots, un film-choc de Lars von Trier. Pour cette nouvelle interprétation, elle obtient un nouveau Bodil du rôle principal féminin. Dans une interview, elle dit à propos de son travail avec Von Trier : « Tout le monde travaillait dur car Lars demande beaucoup. Il veut vraiment les choses. Personne ne bavardait. Tout venait du cœur. C'est très inspirant, mais cela nécessite trois mois de vacances ensuite... ».
Elle a joué dans les adaptations de Klinkevals et Juliane, des romans de Jane Aamund, et dans des séries pour la télévision danoise comme Strisser på Samsø et De pokkers forældre. Hassing a également reçu des éloges de la critique pour son rôle d'Ida sans Kroniken, une série populaire danoise. Pour ce rôle, elle a été primée comme meilleure actrice en 2004, 2005 et 2006 au TVFestival, le festival annuel de la télévision danoise.

### Vie privée
Anne Louise Hassing est mariée avec Peter Hellemann, un musicien danois.

## Filmographie

### Cinéma
- 1992 : Pain of Love
- 1998 : Les Idiots, de Lars von Trier
- 1998 : Jobbet och Jeg
- 1999 : Klinkevals
- 2000 : Afsporet
- 2000 : Juliane
- 2003 : The Cowboy Loses His Boots
- 2005 : Seks lag af depression
- 2006 : Far til fire
- 2010 : En famille, de Pernille Fischer Christensen
- 2011 : Goltzius et la Compagnie du Pélican de Peter Greenaway
- 2012 : La Chasse  de Thomas Vinterberg
- 2014 : Kapgang de Niels Arden Oplev

### Télévision
- 1997 : Jacobs Liste
- 1998 : Strisser på Samsø
- 1998 : Jobbet och jag
- 2000 : Bånd på Livet
- 2003 : Zahle's Top 10
- 2003 : De Pokkers Forældre'
- 2003 : Skjulte spor
- 2004-2007 : Krøniken
- 2009 : 2900 Happiness : Mette
- 2009-2010 : Lulu & Leon : Mille
- 2013-2017 : Badehotellet : Therese Madsen

## Distinctions
- Bodil :
  - 1993 : Meilleure actrice  pour Pain of Love
  - 1997 : Meilleure actrice  pour Les Idiots
- Roberts : 1993 : Meilleure actrice pour Pain of Love
- Prix de la meilleure actrice de télévision en 2004, 2005 et 2006 pour Krøniken.